# 劉宜良
劉宜良（1932年12月7日—1984年10月15日），筆名江南、丁依等， 姚嘉文等黨外人士稱之為劉江南，男，江蘇省靖江人，臺灣作家，臺北政工幹校（今政治作戰學院）新聞系肄業、臺灣省立師範大學（今國立臺灣師範大學）夜間部英語系肄業、美利堅大學政治學碩士。
生於中國大陸江蘇省靖江，1949年追隨國民政府遷移臺灣，原為軍官，因拒任輔導長而退役，後擔任記者，外派美國。1967年取得美国国籍，1972年開始寫作《蔣經國傳》並連載，內容包括蔣家內部與中國國民黨內部之派系鬥爭。1984年10月15日上午9時，劉宜良在加利福尼亞遭到臺灣竹聯幫人士陳啟禮（後證實為中華民國國防部情報局指派）等人暗殺身亡，即江南案。

## 生平

### 早年
劉宜良生於江蘇靖江一個鄉下地主家庭，從小識字甚早，有神童之稱。長大後當時老百姓在新四軍和國軍來來去去的國共鬥爭中，生活並不平靜。劉宜良的父親因為擁有幾分地，成了「保安團」之類組織的成員。劉宜良十歲左右，一個天寒地凍的清晨，目睹父親遭人槍殺，劉宜良年長後告訴朋友：「唉！我爸爸那時候也幹掉了不少共產黨。鄉下人哪知道甚麼國民黨，共產黨，還不是鬼打架！」

### 服役
1948年，國共內戰方殷，劉家在靖江原本算是小富，此時也不得不出門覓食，16歲的劉宜良與大弟隨母親一路走到孤山鎮，決心告別母親，帶著大弟向南走。兄弟倆到了蘇州，終因沒飯吃，不得不虛報年齡，混進國民黨的軍隊當小兵。混不到幾個月，又因為日子太苦想逃兵，卻在準備逃跑的晚上，猛然聽到解放軍渡江的消息，此後死心塌地隨著部隊一路轉進到上海，劉宜良時年不過16歲，著實帶不動大弟到處跑，於是狠下心打發大弟回老家。1949年，劉宜良跟著部隊上船前往台灣。

### 升遷
劉宜良喜歡看報，好奇且喜好政治，評論人物的興趣，讓這個年輕人談古論今別有見地，這也為他帶來一番奇遇。他隨軍乘船時，結識一名資深軍官，兩人相談甚歡，這位軍官深為黨國獲此人才為幸，當場便授以上尉軍階，於是一個年方十七的小兵，走下船來已是一位上尉軍官。

### 退役
船到台灣，部隊整編，劉宜良年輕又來歷不明，部隊幾番考查，降為中尉。不過這位小中尉不以為忤，先混到空軍當政工，再自修考進政工幹校，畢業前夕，因得知將被分發到高雄的陸軍八軍團擔任政戰輔導長，他認為此一職缺只是箝制人心，與他軍事記者的志趣不合，他再三爭取，都無法如願分發到軍事新聞單位。劉宜良一怒之下，在畢業典禮當天，找個理由和帶隊的隊長吵了一架，弄成自己「被開除」。劉宜良的逃官生涯，一直到1954年才透過惜才的前軍法官宋運蘭，與傅正（「自由中國」編輯）的幫忙，讓他從「逃官」變成「自首」，判「兩年半緩刑」，而且如願「開除軍籍」。

### 參與新聞業
離開軍校的劉宜良過了一段很不得志的日子，透過蕭銅幫忙，在報社擔任副刊編輯維生。待「開除軍籍」，獲得平民的身份證，回到老百姓的生活，劉宜良轉到「台灣製片廠」，經廠長龍芳介紹，結識「正聲廣播公司」總經理夏曉華。1956年，劉宜良進入「正聲廣播公司」，負責影劇新聞，並主持一個名為「三千六百行」的訪問節目。劉宜良接下「三千六百行」，買了一輛當時罕見的摩托車，背著錄音機，走遍大街小巷，訪問各行各業。 
夏曉華在1965年間創立「台灣日報」，劉宜良要求跟進，夏曉華原擔心他從廣播記者轉為報社記者，不能勝任，但是一則愛才，二則體念他幼年從軍，苦學奮鬥，於是給他半年的考驗，結果劉宜良表現亮眼，夏曉華非常滿意，乃予以正式聘用，劉宜良也不負期待，很快就成為「台灣日報」的台柱。

### 婚變
劉宜良到了「台灣製片廠」，生活穩定了，也成家生子，進入「正聲廣播公司」才華更是受到注目，此時劉宜良頗有私誼的「正聲廣播公司」主持人藍明，卻在台灣首屆的國產商品展覽會（簡稱商展）意外目睹劉宜良前妻劉敏受人追求的一幕，等到商展結束，劉宜良婚姻出現危機，終於演變到不可收拾的地步。1959年，結婚三年的劉宜良離婚了。失婚的劉宜良帶著兒子，人生將何去何從。不久，他遇見日後的妻子崔蓉芝。在崔蓉芝鼓勵下，劉宜良苦學自修英文，立志出國深造，他白天在台灣日報社跑新聞之餘，晚上到臺灣師大夜間部英語系繼續進修。

### 出國深造
劉宜良曾告訴朋友「學英文，想辦法離開台灣，這是我這一輩子做得最有耐性的一件事情。」待英文有基礎，劉宜良進一步挑戰出國。當時在台灣想出國不是一件容易的事，何況劉宜良不只是單身，還有過去「逃官」的紀錄，有誰可以當他出國的「保證人」？他以「台灣日報」記者的名義，申請到香港採訪，作為對當局的一種試探；香港成行，接著申請到馬尼拉、西貢，都一一成行，他的採訪文章最後輯成「東南亞記行」一書。接著，劉宜良要求夏曉華給他一個名義，讓他赴美深造，夏曉華向新聞局提出申請獲准。1967年，劉宜良便以「台灣日報」駐美特派員的名義赴美，不過以「台灣日報」的財務困境，夏曉華跟劉宜良言明，他沒有辦法付薪水，也沒有稿費。扺達華府的幾個月後，劉宜良將新婚未久的崔蓉芝，以及他和前妻所生的兒子接到美國。

### 得罪當道
劉宜良的能耐早在「正聲廣播公司」，「台灣日報」工作時已迭獲肯定，在美國的環境跑新聞更是如魚得水。不過這卻苦了仍處在戒嚴時代台灣的夏曉華。夏曉華說到劉宜良時表示：
|  | 寫來的新聞專欄有部份很受歡迎。他也有敏感的新聞觸覺。如訪問大陸，江南早在三、四個月前即有稿件暗示……他寫的稿件中，文筆銳利，批評尖苛，雖然受讀者歡迎，可是文章卻常會傷害別人……現任駐教廷大使，前任外交部長周書楷就曾屢受他的攻擊。當時周氏擔任駐美大使，為他的攻擊頗受刺激。我一再以發行人的身份勸他要厚道要忠恕，很多的紕漏也讓我奔波著為他擺平。 |

### 撰寫「蔣經國傳」
1970年4月，劉宜良在華府的美利堅大學國際關係研究所碩士班就讀時，剛好碰上蔣經國訪美。由於記者身分，劉宜良得以夾在一群記者之中與蔣經國見面。對劉宜良來說，蔣經國並不是陌生人。因為以前他還是政戰學校學生時，就經常聽到蔣經國在台上訓話，沒想到，十幾年之後，雙方竟然可以平起平坐談話。39歲時，劉宜良獲得人生唯一一張文憑 一一「美利堅大學政治學碩士」。
就在採訪結束後不久，蔣經國遇刺。受到這件事影響，劉宜良決定在繼續攻讀博士班時，把蔣經國列為研究題材，甚至打算作為畢業論文的題目。到了1972年，劉宜良手邊的資料愈來愈多，他覺得已經到了可以發表的地步，於是投稿到香港「南北極」雜誌，以「丁依」為筆名，開始連載「蔣經國傳」。

### 遇刺
1984年中華民國國防部情報局派遣台灣竹聯幫首任總堂主陳啟禮率吳敦和董桂森二人，前往美國執行「鋤奸計畫」。10月10日，三人找到住在加州德里市的劉宜良，进行跟踪。10月15日三人將劉宜良刺殺，逃回台灣，人稱江南案。

## 著作
- 《蔣經國傳》，台北：前衛出版社，2001年。ISBN 978-9578-0130-56
- 《龍雲傳》
- 《香港紀行》
- 《動亂的東南亞》
- 《江南小雨》
- 《江南雜語》